# Церковь Николая Чудотворца (Семибалки)
Церковь Николая Чудотворца (Никольский храм) — православный храм в селе Семибалки Ростовской области; Ростовская и Новочеркасская епархия, Азовское благочиние.
Адрес: 346774, Ростовская область, Азовский, село Семибалки, переулок Спортивный, 5.

## История
С 1861 года село стало центром Семибалковской волости, в которую входили селения Павлово-Очаковка с хутором Страшной и Стефанидино-Дар с поселком Лизетино.
Первая церковь — во имя Николая Угодника — деревянная, на каменном фундаменте, была построена Маргаритом Мануиловичем Блазо в честь дочери Марии в 1797 году. Когда храм обветшал, то в 1882 году на деньги вдовы коллежского асессора Глафиры Григорьевны Сарандинаки была построена новая церковь. Старую разобрали и продали в хутор Головатый (ныне село Головатовка).
В 1937 году Никольский храм был разрушен. Новый приход был создан только в 2000 году. На общественные средства было приобретено здание магазина и переоборудовано под молитвенный дом. Были обустроены алтарь и колокольня, водружен купол с крестом, оборудована пекарня. Действующее сегодня здание Никольского храма является временным. Администрацией Азовского района селу был выделен земельный участок для строительства каменного храма именно на том месте, где до 1937 года стояла прежняя церковь.
Настоятель Никольского храма с 2013 года — иерей Олег Владимирович Романенко.